# Attentat du 22 janvier 2022 à Hérat
L'attentat du 22 janvier 2022 à Hérat est survenu le 22 janvier 2022 lorsqu'une bombe a explosé dans une camionnette de transport public bondée à Hérat, en Afghanistan. L'attentat a tué au moins sept civils et en a blessé neuf autres, dont trois grièvement,,,,.

## Attentat
La bombe était fixée au réservoir de carburant du véhicule situé dans un quartier à majorité chiite. Aucun groupe n'a revendiqué la responsabilité de l'attaque, sur laquelle les talibans ont déclaré qu'ils enquêteraient.